# Brachycephalus
Brachycephalus – rodzaj płazów bezogonowych z rodziny Brachycephalidae.

## Zasięg występowania
Rodzaj obejmuje gatunki występujące w południowo-wschodniej Brazylii.

## Systematyka

### Etymologia
- Brachycephalus: gr. βραχυς brakhus „krótki”[7]; κεφαλος -kephalos „-głowy”, od κεφαλη  kephalē „głowa”[8].
- Ephippipher (Ephippifer[a]): gr. εφιππιος ephippios „siodło”, od επι epi „na”; ἱππος hippos „koń”[9]; łac. -fera „-dźwigający”, od ferre „dźwigać”[10]. Nazwa zastępcza dla Brachycephalus Fitzinger, 1826.
- Psyllophryne: gr. ψυλλα psulla „pchła”[11]; φρυνη phrunē, φρυνης phrunēs „ropucha”[12]. Gatunek typowy: Psyllophryne didactyla Izecksohn, 1971.

### Podział systematyczny
- Brachycephalus actaeus Monteiro, Condez, Garcia, Comitti, Amaral & Haddad, 2018
- Brachycephalus albolineatus Bornschein, Ribeiro, Blackburn, Stanley & Pie, 2016
- Brachycephalus alipioi Pombal & Gasparini, 2006
- Brachycephalus auroguttatus Ribeiro, Firkowski, Bornschein & Pie, 2015
- Brachycephalus boticario Pie, Bornschein, Firkowski, Belmonte-Lopes & Ribeiro, 2015
- Brachycephalus brunneus Ribeiro, Alves, Haddad & Reis, 2005
- Brachycephalus bufonoides Miranda-Ribeiro, 1920
- Brachycephalus clarissae Folly, Vrcibradic, Siqueira, Rocha, Machado, Lopes & Pombal, 2022
- Brachycephalus coloratus Ribeiro, Blackburn, Stanley, Pie & Bornschein, 2017
- Brachycephalus crispus Condez, Clemente-Carvalho, Haddad & Reis, 2014
- Brachycephalus curupira Ribeiro, Blackburn, Stanley, Pie & Bornschein, 2017
- Brachycephalus darkside Guimarães, Luz, Rocha & Feio, 2017
- Brachycephalus didactylus (Izecksohn, 1971) – dwupalczyk brazylijski[13]
- Brachycephalus ephippium (Spix, 1824)
- Brachycephalus ferruginus Alves, Ribeiro, Haddad & Reis, 2006
- Brachycephalus fuscolineatus Pie, Bornschein, Firkowski, Belmonte-Lopes & Ribeiro, 2015
- Brachycephalus garbeanus Miranda-Ribeiro, 1920
- Brachycephalus guarani Clemente-Carvalho, Giaretta, Condez, Haddad & Reis, 2012
- Brachycephalus herculeus Folly, Condez, Vrcibradic, Rocha, Machado, Lopes & Pombal, 2024
- Brachycephalus hermogenesi (Giaretta & Sawaya, 1998)
- Brachycephalus ibitinga Condez, Monteiro, Malagoli, Trevine, Schunck, Garcia & Haddad, 2021
- Brachycephalus izecksohni Ribeiro, Alves, Haddad & Reis, 2005
- Brachycephalus leopardus Ribeiro, Firkowski & Pie, 2015
- Brachycephalus margaritatus Pombal & Izecksohn, 2011
- Brachycephalus mariaeterezae Bornschein, Morato, Firkowski, Ribeiro & Pie, 2015
- Brachycephalus mirissimus Pie, Ribeiro, Confetti, Nadaline & Bornschein, 2018
- Brachycephalus nodoterga Miranda-Ribeiro, 1920
- Brachycephalus olivaceus Bornschein, Morato, Firkowski, Ribeiro & Pie, 2015
- Brachycephalus pernix Pombal, Wistuba & Bornschein, 1998
- Brachycephalus pitanga Alves, Sawaya, Reis & Haddad, 2009
- Brachycephalus pombali Alves, Ribeiro, Haddad & Reis, 2006
- Brachycephalus pulex Napoli, Caramaschi, Cruz & Dias, 2011
- Brachycephalus puri Almeida-Silva, Silva-Soares, Rodrigues & Verdade, 2021
- Brachycephalus quiririensis Pie & Ribeiro, 2015
- Brachycephalus rotenbergae Nunes, Guimarães, Moura, Pedrozo, Moroti, Castro, Stuginski & Muscat, 2021
- Brachycephalus sulfuratus Condez, Monteiro, Comitti, Garcia, Amaral & Haddad, 2016
- Brachycephalus tabuleiro Mângia, Santana, Drummond, Sabagh, Ugioni, Nogueira-Costa & Wachlevski, 2023
- Brachycephalus toby Haddad, Alves, Clemente-Carvalho & Reis, 2010
- Brachycephalus tridactylus Garey, Lima, Hartmann & Haddad, 2012
- Brachycephalus verrucosus Ribeiro, Firkowski, Bornschein & Pie, 2015
- Brachycephalus vertebralis Pombal, 2001